# Продуцентска кућа
Продуцентска кућа, продуцентски студио или продуцентски тим, је посао који пружа физичку основу за радове у областима сценских уметности, медијалне уметности, филма, телевизије, радија, стрипа, интерактивне уметности, видео-игара, веб-сајта, музике и видеа. Продуцентски тимови се састоје од техничког особља за продукцију медија. Генерално, термин се односи на све појединце одговорне за техничке аспекте стварања одређеног производа, без обзира на то где је у процесу потребна њихова стручност или колико дуго су укључени у пројекат. На пример, у позоришној представи, продуцентски тим има не само главну екипу, већ и позоришног продуцента, дизајнере и позоришну режију.